# Verein für Bewegungsspiele Stuttgart 1893 2020-2021
Questa pagina raccoglie i dati riguardanti il Verein für Bewegungsspiele Stuttgart 1893 nelle competizioni ufficiali della stagione 2020-2021.

## Stagione
Dopo un solo anno di permanenza in seconda serie, lo Stoccarda viene promosso in Bundesliga ed è confermato in panchina il tecnico statunitense Pellegrino Matarazzo. Il primo impegno ufficiale dei Roten è il match valido per il primo turno di Coppa di Germania, contro l'Hansa Rostock, vincitori del torneo regionale di Meclemburgo-Pomerania Anteriore. La partita giocata a porte aperte, per la prima volta in Germania dopo la pandemia di COVID-19, è stata vinta dallo Stoccarda per 1-0. L'esordio in Bundesliga non sorride ai Roten che vengono sconfitti per 2-3 in casa dal Friburgo. La prima vittoria in campionato giunge però alla seconda giornata, espugnando per 4-1 lo stadio del Magonza. Il 23 dicembre lo Stoccarda ottiene la sua prima vittoria casalinga, per 1-0 contro il Friburgo, che consente alla squadra di Matarazzo di superare il secondo turno di Coppa di Germania. Il 20 gennaio si conclude il girone di andata con lo Stoccarda che viene sconfitto 3-0 in casa dell'Arminia Bielefeld, ma che mantiene la posizione di media classifica. Il 29 gennaio lo Stoccarda vince la sua prima partita in casa in campionato, battendo 2-0 il Mainz e indossando per l'occasione del Giorno della Memoria una maglia con striscia arcobaleno al posto della tradizionale rossa. Il 3 febbraio, in virtù della sconfitta per 1-2 subita dal Borussia M'gladbach, lo Stoccarda viene eliminato dalla coppa nazionale. Il 22 maggio si conclude la stagione dello Stoccarda, che termina il campionato al nono posto.

## Maglie e sponsor
Lo sponsor tecnico per la stagione 2020-2021 è Jako, mentre lo sponsor ufficiale è per l'ottava stagione consecutiva Mercedes-Benz Bank.
|  | Casa |  | Trasferta |  | Terza maglia |

## Organigramma societario
Dal sito internet ufficiale della società.
Area direttiva
- Presidente: Claus Vogt
- Vicepresidente: Wilfried Porth
- Supervisori: Guido Buchwald, Bernd Gaiser, Hartmut Jenner, Hermann Ohlicher, Franz Reiner, Bertram Sugg

Area tecnica
- Allenatore: Pellegrino Matarazzo

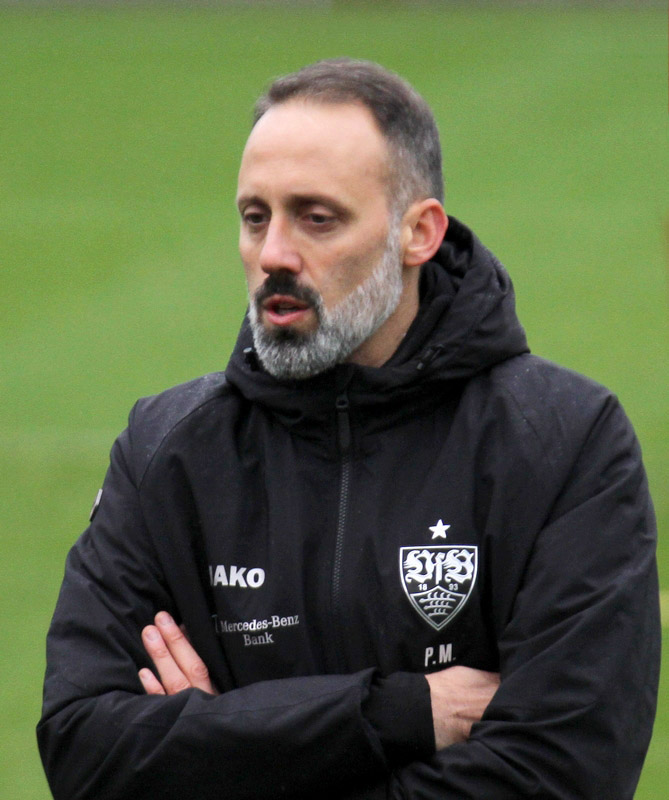
Pellegrino Matarazzo, il tecnico artefice della promozione in Bundesliga nella passata stagione

- Allenatore in seconda: Peter Perchtold
- Assistente allenatore: Michael Wimmer
- Allenatore dei portieri: Uwe Gospodarek
- Supervisori: Günther Schäfer, Peter Reichert
- Preparatori atletici: Martin Franz, Matthias Schiffers, Oliver Bartlett
- Medici di squadra: Raymond Best, Heiko Striegel, Mario Bucher
- Fisioterapisti: Gerhard Wörn, Matthias Hahn, Manuel Roth
- Analisti: Marcus Fregin, Emiel Schulze

Area organizzativa
- Direttore finanziario: Stefan Heim
- Direttore sportivo: Michael Reschke

Area marketing
- Direttore area marketing: Jochen Röttgermann
- Equipaggiamento: Michael Meusch, Gordana Markovic-Masala

Area comunicazione
- Direttore della comunicazione: Oliver Schraft

## Rosa
Rosa e numerazione dello Stoccarda tratte dal sito ufficiale.

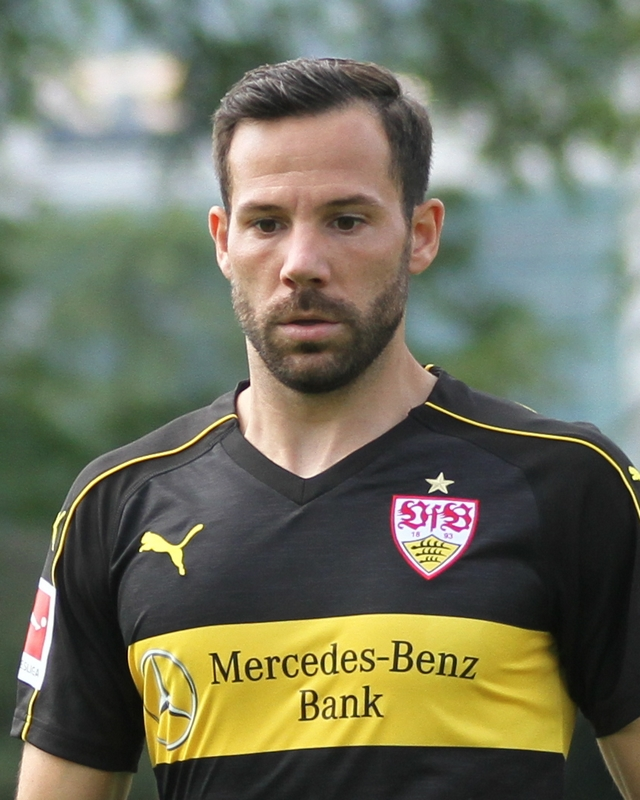
Gonzalo Castro, il capitano dello Stoccarda

## Calciomercato

### Sessione estiva
| Acquisti         | Acquisti                | Acquisti           | Acquisti                   |
| R.               | Nome                    | da                 | Modalità                   |
| ---------------- | ----------------------- | ------------------ | -------------------------- |
| P                | Gregor Kobel            | Hoffenheim         | definitivo (4 milioni €)   |
| D                | Waldemar Anton          | Hannover 96        | definitivo (4 milioni €)   |
| D                | Kōnstantinos Mavropanos | Arsenal            | prestito                   |
| D                | Pascal Stenzel          | Friburgo           | definitivo (1,3 milioni €) |
| C                | Naouirou Ahamada        | Juventus U23       | prestito                   |
| C                | Momo Cissé              | Le Havre           | gratuito                   |
| C                | Wataru Endō             | Sint-Truiden       | definitivo (1,7 milioni €) |
| Altre operazioni |                         |                    |                            |
| R.               | Nome                    | da                 | Modalità                   |
| D                | Ailton                  | Qarabağ            | fine prestito              |
| D                | Pablo Maffeo            | Girona             | fine prestito              |
| C                | Chadrac Akolo           | Amiens             | fine prestito              |
| C                | David Kopacz            | Górnik Zabrze      | fine prestito              |
| C                | Nikolas Nartey          | Hansa Rostock      | fine prestito              |
| C                | Erik Thommy             | Fortuna Düsseldorf | fine prestito              |
| A                | Anastasios Dōnīs        | Stade Reims        | fine prestito              |

| Cessioni         | Cessioni           | Cessioni         | Cessioni                   |
| R.               | Nome               | a                | Modalità                   |
| ---------------- | ------------------ | ---------------- | -------------------------- |
| D                | Nathaniel Phillips | Liverpool        | fine prestito              |
| A                | Mario Gómez        |                  | ritiro                     |
| Altre operazioni |                    |                  |                            |
| R.               | Nome               | a                | Modalità                   |
| P                | Gregor Kobel       | Hoffenheim       | fine prestito              |
| D                | Pablo Maffeo       | Huesca           | prestito                   |
| D                | Pascal Stenzel     | Friburgo         | fine prestito              |
| C                | Chadrac Akolo      | Amiens           | definitivo (3,5 milioni €) |
| C                | Wataru Endō        | Sint-Truiden     | fine prestito              |
| C                | David Kopacz       | Kickers Würzburg | gratuito                   |
| C                | Nikolas Nartey     | Sandhausen       | prestito                   |
| A                | Anastasios Dōnīs   | Stade Reims      | definitivo (4 milioni €)   |

### Sessione invernale
| Acquisti         | Acquisti         | Acquisti         | Acquisti         |
| R.               | Nome             | da               | Modalità         |
| Altre operazioni | Altre operazioni | Altre operazioni | Altre operazioni |
| R.               | Nome             | da               | Modalità         |
| ---------------- | ---------------- | ---------------- | ---------------- |

| Cessioni         | Cessioni         | Cessioni         | Cessioni         |
| R.               | Nome             | a                | Modalità         |
| Altre operazioni | Altre operazioni | Altre operazioni | Altre operazioni |
| R.               | Nome             | a                | Modalità         |
| ---------------- | ---------------- | ---------------- | ---------------- |
| D                | Ailton           | Midtjylland      | gratuito         |
| D                | Maxime Awoudja   | Türkgücü         | prestito         |

## Risultati

### Bundesliga

#### Girone di andata
| Arbitro: | Cortus (Röthenbach) |

|                            |           |                                  |
| Kalajdžić 71’ W. Silas 81’ | Marcatori | 8’ Petersen 26’ Sallai 48’ Grifo |

| Arbitro: | Schlager (Hügelsheim) |

|             |           |                                                     |
| Quaison 13’ | Marcatori | 45’ W. Silas 61’ Didavi 80’ Klimowicz 86’ Kalajdžić |

| Arbitro: | Hartmann (Wangen) |

|               |           |           |
| Kalajdžić 76’ | Marcatori | 7’ Schick |

| Arbitro: | Osmers (Hannover) |

|  |           |                     |
|  | Marcatori | 9’ Kempf 68’ Castro |

| Arbitro: | Winkmann (Kerken) |

|            |           |                     |
| Mangala 1’ | Marcatori | 23’ (rig.) Anderson |

| Arbitro: | Brand (Unterspiesheim) |

|           |           |                     |
| Thiaw 30’ | Marcatori | 56’ (rig.) González |

| Arbitro: | Stegemann (Niederkassel) |

|                                |           |                             |
| González 17’ (rig.) Castro 37’ | Marcatori | 61’ André Silva 75’ Abraham |

| Arbitro: | Siebert (Berlino) |

|                                                   |           |                                       |
| Baumgartner 16’ Sessegnon 48’ Kramarić 71’ (rig.) | Marcatori | 18’ González 27’ W. Silas 90+3’ Kempf |

| Arbitro: | Osmers (Hannover) |

|               |           |                                               |
| Coulibaly 20’ | Marcatori | 38’ Coman 45+1’ Lewandowski 87’ Douglas Costa |

| Arbitro: | Willenborg (Osnabrück) |

|             |           |                            |
| Selke 90+3’ | Marcatori | 30’ (rig.), 90+1’ W. Silas |

| Arbitro: | Dingert (Lebecksmühle) |

|           |           |                                                                   |
| Reyna 39’ | Marcatori | 26’ (rig.), 52’ W. Silas 59’ Förster 63’ Coulibaly 90+1’ González |

| Arbitro: | Stegemann (Niederkassel) |

|                    |           |                          |
| Kalajdžić 85’, 90’ | Marcatori | 4’ Friedrich 77’ Awoniyi |

| Arbitro: | Badstübner (Windsbach) |

|             |           |  |
| Brekalo 49’ | Marcatori |  |

| Arbitro: | Dingert (Lebecksmühle) |

|  |           |          |
|  | Marcatori | 67’ Olmo |

| Arbitro: | Schlager (Hügelsheim) |

|             |           |                                                        |
| Richter 46’ | Marcatori | 10’ (rig.) González 29’ W. Silas 61’ Castro 87’ Didavi |

| Arbitro: | Brych (Monaco di Baviera) |

|                                    |           |                               |
| González 58’ W. Silas 90+6’ (rig.) | Marcatori | 35’ (rig.) Stindl 61’ Zakaria |

| Arbitro: | Hartmann (Wangen) |

|                                    |           |  |
| Klos 27’ Kempf 47’ (aut.) Doan 86’ | Marcatori |  |

#### Girone di ritorno
| Arbitro: | Stieler (Amburgo) |

|                         |           |             |
| Demirović 14’ Jeong 37’ | Marcatori | 7’ W. Silas |

| Arbitro: | Willenborg (Osnabrück) |

|                            |           |  |
| Kalajdžić 55’ W. Silas 72’ | Marcatori |  |

| Arbitro: | Jablonski (Brema) |

|                                                 |           |                    |
| Demirbay 18’, 31’ Bailey 56’ Wirtz 68’ Gray 84’ | Marcatori | 50’, 77’ Kalajdžić |

| Arbitro: | Osmers (Hannover) |

|                 |           |          |
| Kalajdžić 45+1’ | Marcatori | 82’ Netz |

| Arbitro: | Cortus (Röthenbach) |

|  |           |               |
|  | Marcatori | 49’ Kalajdžić |

| Arbitro: | Winkmann (Kerken) |

|                                                      |           |               |
| Endō 10’, 26’ Kalajdžić 34’ Klement 88’ Didavi 90+2’ | Marcatori | 40’ Kolašinac |

| Arbitro: | Schröder (Hannover) |

|            |           |               |
| Kostić 69’ | Marcatori | 67’ Kalajdžić |

| Arbitro: | Dingert (Lebecksmühle) |

|                                |           |  |
| Adams 15’ (aut.) Kalajdžić 64’ | Marcatori |  |

| Arbitro: | Schlager (Hügelsheim) |

|                                      |           |  |
| Lewandowski 13’, 23’, 39’ Gnabry 22’ | Marcatori |  |

| Arbitro: | Zwayer (Berlino) |

|                         |           |  |
| Augustinsson 81’ (aut.) | Marcatori |  |

| Arbitro: | Schröder (Hannover) |

|                          |           |                                    |
| Kalajdžić 12’ Didavi 78’ | Marcatori | 47’ Bellingham 52’ Reis 80’ Knauff |

| Arbitro: | Cortus (Röthenbach) |

|                     |           |             |
| Prömel 20’ Musa 43’ | Marcatori | 49’ Förster |

| Arbitro: | Brych (Monaco di Baviera) |

|              |           |                                       |
| Castro 90+2’ | Marcatori | 13’ Schlager 29’ Weghorst 65’ Gerhart |

| Arbitro: | Aytekin (Oberasbach) |

|                                 |           |  |
| Haidara 46’ Forsberg 67’ (rig.) | Marcatori |  |

| Arbitro: | Gräfe (Berlino) |

|                           |           |                   |
| Förster 11’ Kalajdžić 74’ | Marcatori | 59’ Niederlechner |

| Arbitro: | Stegemann (Niederkassel) |

|            |           |                        |
| Stindl 45’ | Marcatori | 72’ Endō 77’ Kalajdžić |

| Arbitro: | Stieler (Amburgo) |

|  |           |                          |
|  | Marcatori | 66’ (rig.) Klos 72’ Doan |

### Coppa di Germania
| Arbitro: | Zwayer (Berlino) |

|  |           |              |
|  | Marcatori | 42’ W. Silas |

| Arbitro: | Brych (Monaco di Baviera) |

|               |           |  |
| Kalajdžić 15’ | Marcatori |  |

| Arbitro: | Siebert (Berlino) |

|             |           |                       |
| W. Silas 2’ | Marcatori | 45+1’ Thuram 50’ Pléa |

## Statistiche

### Statistiche di squadra
| Competizione      | Punti | In casa | In casa | In casa | In casa | In casa | In casa | In trasferta | In trasferta | In trasferta | In trasferta | In trasferta | In trasferta | Totale | Totale | Totale | Totale | Totale | Totale | DR |
| Competizione      | Punti | G       | V       | N       | P       | Gf      | Gs      | G            | V            | N            | P            | Gf           | Gs           | G      | V      | N      | P      | Gf     | Gs     | DR |
| ----------------- | ----- | ------- | ------- | ------- | ------- | ------- | ------- | ------------ | ------------ | ------------ | ------------ | ------------ | ------------ | ------ | ------ | ------ | ------ | ------ | ------ | -- |
| Bundesliga        | 45    | 17      | 5       | 6       | 6       | 27      | 26      | 17           | 7            | 3            | 7            | 29           | 29           | 34     | 12     | 9      | 13     | 56     | 55     | +1 |
| Coppa di Germania | -     | 2       | 1       | 0       | 1       | 2       | 2       | 1            | 1            | 0            | 0            | 1            | 0            | 3      | 2      | 0      | 1      | 3      | 2      | +1 |
| Totale            | -     | 19      | 6       | 6       | 7       | 29      | 28      | 18           | 8            | 3            | 7            | 30           | 29           | 37     | 14     | 9      | 14     | 59     | 57     | +2 |

### Andamento in campionato
| Giornata  | 1  | 2 | 3 | 4 | 5 | 6 | 7 | 8 | 9  | 10 | 11 | 12 | 13 | 14 | 15 | 16 | 17 | 18 | 19 | 20 | 21 | 22 | 23 | 24 | 25 | 26 | 27 | 28 | 29 | 30 | 31 | 32 | 33 | 34 |
| --------- | -- | - | - | - | - | - | - | - | -- | -- | -- | -- | -- | -- | -- | -- | -- | -- | -- | -- | -- | -- | -- | -- | -- | -- | -- | -- | -- | -- | -- | -- | -- | -- |
| Luogo     | C  | T | C | T | C | T | C | T | C  | T  | T  | C  | T  | C  | T  | C  | T  | T  | C  | T  | C  | T  | C  | T  | C  | T  | C  | C  | T  | C  | T  | C  | T  | C  |
| Risultato | P  | V | N | V | N | N | N | N | P  | V  | V  | N  | P  | P  | V  | N  | P  | P  | V  | P  | N  | V  | V  | N  | V  | P  | V  | P  | P  | P  | P  | V  | V  | P  |
| Posizione | 13 | 8 | 8 | 5 | 5 | 7 | 8 | 8 | 10 | 8  | 7  | 7  | 7  | 11 | 10 | 10 | 10 | 10 | 10 | 10 | 10 | 10 | 10 | 9  | 8  | 9  | 8  | 9  | 10 | 10 | 10 | 10 | 9  | 9  |

Legenda:

Luogo: C = Casa; T = Trasferta. Risultato: V = Vittoria; N = Pareggio; P = Sconfitta.

### Statistiche dei giocatori
| Giocatore       | Bundesliga | Bundesliga | Bundesliga  | Bundesliga | Coppa di Germania | Coppa di Germania | Coppa di Germania | Coppa di Germania | Totale   | Totale | Totale      | Totale     |
| Giocatore       | Presenze   | Reti       | Ammonizioni | Espulsioni | Presenze          | Reti              | Ammonizioni       | Espulsioni        | Presenze | Reti   | Ammonizioni | Espulsioni |
| --------------- | ---------- | ---------- | ----------- | ---------- | ----------------- | ----------------- | ----------------- | ----------------- | -------- | ------ | ----------- | ---------- |
| N. Ahamada      | 6          | 0          | 2           | 1          | 0                 | 0                 | 0                 | 0                 | 6        | 0      | 2           | 1          |
| H. Al Ghaddioui | 6          | 0          | 0           | 0          | 1                 | 0                 | 0                 | 0                 | 7        | 0      | 0           | 0          |
| W. Anton        | 31         | 0          | 3           | 0          | 3                 | 0                 | 2                 | 0                 | 34       | 0      | 5           | 0          |
| F. Bredlow      | 1          | -1         | 0           | 0          | 2                 | -2                | 0                 | 0                 | 3        | -3     | 0           | 0          |
| G. Castro       | 26         | 4          | 9           | 0          | 2                 | 0                 | 0                 | 0                 | 28       | 4      | 9           | 0          |
| M. Cissé        | 5          | 0          | 1           | 0          | 0                 | 0                 | 0                 | 0                 | 5        | 0      | 1           | 0          |
| T. Coulibaly    | 31         | 2          | 2           | 0          | 3                 | 0                 | 0                 | 0                 | 34       | 2      | 2           | 0          |
| D. Čurlinov     | 13         | 0          | 0           | 0          | 2                 | 0                 | 0                 | 0                 | 15       | 0      | 0           | 0          |
| D. Didavi       | 23         | 4          | 2           | 0          | 3                 | 0                 | 0                 | 0                 | 26       | 4      | 2           | 0          |
| L. Egloff       | 2          | 0          | 0           | 0          | 0                 | 0                 | 0                 | 0                 | 2        | 0      | 0           | 0          |
| W. Endō         | 33         | 3          | 5           | 0          | 3                 | 0                 | 0                 | 0                 | 36       | 3      | 5           | 0          |
| P. Förster      | 25         | 3          | 4           | 0          | 2                 | 0                 | 0                 | 0                 | 27       | 3      | 4           | 0          |
| N. González     | 15         | 6          | 5           | 0          | 2                 | 0                 | 1                 | 0                 | 17       | 6      | 6           | 0          |
| J. Grahl        | 0          | -0         | 0           | 0          | 0                 | -0                | 0                 | 0                 | 0        | -0     | 0           | 0          |
| S. Kalajdžić    | 33         | 16         | 1           | 0          | 3                 | 1                 | 0                 | 0                 | 36       | 17     | 1           | 0          |
| M. Kamiński     | 5          | 0          | 0           | 0          | 1                 | 0                 | 0                 | 0                 | 6        | 0      | 0           | 0          |
| A. Karazor      | 19         | 0          | 3           | 0          | 0                 | 0                 | 0                 | 0                 | 19       | 0      | 3           | 0          |
| M. Kempf        | 31         | 2          | 5           | 0          | 3                 | 0                 | 1                 | 0                 | 34       | 2      | 6           | 0          |
| P. Klement      | 19         | 1          | 0           | 0          | 1                 | 0                 | 0                 | 0                 | 20       | 1      | 0           | 0          |
| M. Klimowicz    | 25         | 1          | 1           | 0          | 2                 | 0                 | 1                 | 0                 | 27       | 1      | 2           | 0          |
| G. Kobel        | 33         | -54        | 0           | 0          | 1                 | -0                | 0                 | 0                 | 34       | -54    | 0           | 0          |
| L. Mack         | 1          | 0          | 0           | 0          | 0                 | 0                 | 0                 | 0                 | 1        | 0      | 0           | 0          |
| O. Mangala      | 24         | 1          | 4           | 0          | 3                 | 0                 | 0                 | 0                 | 27       | 1      | 4           | 0          |
| R. Massimo      | 18         | 0          | 2           | 0          | 2                 | 0                 | 0                 | 0                 | 20       | 0      | 2           | 0          |
| K. Mavropanos   | 21         | 0          | 5           | 0          | 1                 | 0                 | 1                 | 0                 | 22       | 0      | 6           | 0          |
| C. Mola         | 0          | 0          | 0           | 0          | 0                 | 0                 | 0                 | 0                 | 0        | 0      | 0           | 0          |
| M. Sankoh       | 1          | 0          | 0           | 0          | 0                 | 0                 | 0                 | 0                 | 1        | 0      | 0           | 0          |
| W. Silas        | 25         | 11         | 6           | 0          | 2                 | 2                 | 0                 | 0                 | 27       | 13     | 6           | 0          |
| B. Sosa         | 26         | 0          | 2           | 0          | 2                 | 0                 | 0                 | 0                 | 28       | 0      | 2           | 0          |
| P. Stenzel      | 23         | 0          | 1           | 1          | 1                 | 0                 | 1                 | 0                 | 24       | 0      | 2           | 1          |
| E. Thommy       | 8          | 0          | 0           | 0          | 0                 | 0                 | 0                 | 0                 | 8        | 0      | 0           | 0          |